# Västerbottens södra kontrakts domsaga
Västerbottens södra kontrakts domsaga var en domsaga i Västerbottens län. Den bildades 1680 och delades 1820 upp i Västerbottens södra domsaga, Västerbottens norra domsaga och Lappmarksjurisdiktionens domsaga.
Domsagan lydde under Svea hovrätt.

## Tingslag
- Umeå tingslag
- Skellefteå tingslag
- Lövånger och Burträsks tingslag till 1795
- Lövångers tingslag från 1795
- Burträsks tingslag från 1795
- Bygdeå tingslag
- Arjeplogs lappmarks tingslag från 1720 dock till 1742 i Södra lappmarkens domsaga
- Arvidsjaurs lappmarks tingslag från 1720 dock till 1742 i Södra lappmarkens domsaga
- Lycksele lappmarks tingslag från 1720 dock till 1742 i Södra lappmarkens domsaga
- Gällivare lappmarks tingslag från 1751
- Jokkmokks lappmarks tingslag från 1720 dock till 1742 i Södra lappmarkens domsaga
- Degerfors tingslag från 1814

## Häradshövdingar
- 1680–1697 Vilhelm Clerck
- 1697–1698 Lars Grubb
- 1699–1709 Andreas Plantin
- 1709–1728 Markus Bostadius
- 1728–1762 Olof Anzenius
- 1762–1792 Carl Göran Furtenbach
- 1792–1820 Carl Fredrik Furtenbach